# Сем Кокс (футболіст, 1990)
Семюел Пітер Кокс (англ. Samuel Peter Cox, нар. 10 жовтня 1990, Еджвейр, Лондон, Велика Британія) — гаянський футболіст, півзахисник. Виступав, зокрема, за клуби «Гістон» та «Гемптон енд Річмонд Боро», а також національну збірну Гаяни. Також працює тренером у молодіжній академії «Тоттенгем Готспур».

## Клубна кар'єра
Народився 10 жовтня 1990 року в місті Лондон. У 9-річному віці побував на перегляді в дитячих академіях «Вотфорда» та «Арсеналу». У 15-річному віці потрапив до молодіжної академії «Тоттенгем Готспур». У сезоні 2007/08 років приєднався до молодіжної команди клубу на постійній основі. У сезоні 2008/09 років за команду U-18 зіграв 24 матчі у стартовому складі та двічі виходив з лави для запасних. У липні 2009 року підписав перший професіональний контракт
1 вересня 2009 року головний тренер клубу «Челтнем Таун» з Другої ліги Мартін Аллен ініціював 1-місячну оренду Сема. Дебютував за нову команду 10 жовтня в програному (0:4) виїзному поєдинку проти «Аккрінгтон Стенлі». Проте закріпитися в складі «Челтнема» не зміг, тому 12 жовтня повернувся до «Тоттенгема». 13 листопада відправився в 1-місячну оренду до представника Національної ліги Південь «Гістон». Наступного дня дебютував за команду в програному (1:2) поєдинку проти «Рашден енд Даймондс». Кокс вийшов на поле в стартовому складі, а на 67-й хвилині його замінили. 
У січні 2010 року відправився в оренду до завершення сезону у клуб «Торкі Юнайтед». По завершенні сезону «Тотенгем» надав Сему статус вільного агента. У червні 2010 року уклав контракт з клубом «Барнет». Зіграв за команду 10 матчів у Другій лізі, а в жовтні 2011 року відправився в оренду до «Борегем Вуд» з Національної ліги Південь. Отримав звання «гравець сезону» та допоміг команді продемонструвати найкращий в історії результат. У травні 2012 року, по завершенні контракту, залишив «Барнет».
5 липня 2012 року опідписав 1-річний контракт з «Гейс енд Їдінг Юнайтед». Одразу ж після переходу Сема оголосили капітаном команди на сезон 2012/13 років, а по завершенні сезону отримав нагороду «Гравець року за версією вболівальників».
Влітку 2013 року побував на перегляді в шотландських клубах «Грінок Мортон» та «Гамільтон Академікал», але у серпні 2013 року знову, перейшов до «Борегем Вуд». У 2015 році був капітаном команди, якій допоміг завоювати путівку до Національної ліги, того ж року отримав приз «Найкращий гравець сезону».
2 серпня 2016 року підписав контракт з «Вілдстоуном». У травні 2017 року отримав нагороду «Найкращий гравець клубу за версією вболівальників» та «Найкращий гравець року Молодих каменярів». Станом на квітень 2019 року поєднував виступи за «Вілдстоун» та роботу тренера в молодіжній академії «Тотенгема».
До складу клубу «Гемптон енд Річмонд Боро» приєднався 2018 року. Станом на 18 лютого 2020 року відіграв за команду 32 матчі в національному чемпіонаті.

## Кар'єра в збірній
Народився та виріс в Англії, проте має гаянське коріння. У травні 2015 року отримав виклик до національної збірної Гаяни. У травні 2019 року був капітаном збірної, яка вперше у власній історії кваліфікувалася до участі в Золотому кубку КОНКАКАФ 2019 року.

## Стиль гри
Виступавє на позиціях опорного півзахисника вбо правого захисника. Відомий своїм умінням стелитися в підкат проти свого суперника з особливим заповзяттям.

## Кар'єра тренера
Сем має тренерську ліцензію категорії А УЄФА та працює тренером у молодіжній академії «Тотенгема», де розпочинав свою футбольну кар'єру. У листопаді 2018 року він отримав нагороду Уго Егхіогу «Той, хто спопстерігає» у «Чорному футбольному списку».

## Особисте життя
Кокс чотири рази поспіль ставав чемпіоном общини Брент Кросс з легкоатлетичного кросу (2003—2006), а також чемпіоном у бігу на 800 метрів протягом 3 років поспіль (2003—2005).

## Статистика виступів

### Клубна
Станом на match played 9 December 2017
| Клуб                     | Сезон                   | Ліга                     | Ліга  | Ліга | Кубок ФА | Кубок ФА | Кубок ліги | Кубок ліги | Інші  | Інші | Загалом | Загалом |
| Клуб                     | Сезон                   | Дивізіон                 | Матчі | Голи | Матчі    | Голи     | Матчі      | Голи       | Матчі | Голи | Матчі   | Голи    |
| ------------------------ | ----------------------- | ------------------------ | ----- | ---- | -------- | -------- | ---------- | ---------- | ----- | ---- | ------- | ------- |
| «Челтнем Таун» (оренда)  | 2009–10                 | Друга ліга               | 1     | 0    | 0        | 0        | 0          | 0          | 0     | 0    | 1       | 0       |
| «Гістон» (оренда)        | 2009–10                 | Національна Конференція  | 2     | 0    | 0        | 0        | —          | —          | 0     | 0    | 2       | 0       |
| «Торкі Юнайтед» (оренда) | 2009–10                 | Друга ліга               | 3     | 0    | 0        | 0        | 0          | 0          | 0     | 0    | 3       | 0       |
| «Барнет»                 | 2010–11                 | Друга ліга               | 10    | 0    | 0        | 0        | 1          | 0          | 1     | 0    | 12      | 0       |
| «Борегем Вуд» (оренда)   | 2011–12                 | Південна Конференція     | 24    | 2    | 0        | 0        | —          | —          | 1     | 0    | 25      | 2       |
| «Гейс енд Їдінг Юнайтед» | 2012–13                 | Південна Конференція     | 41    | 3    | 3        | 0        | —          | —          | 5     | 0    | 49      | 3       |
| «Борегем Вуд»            | 2013–14                 | Південна Конференція     | 37    | 0    | 6        | 1        | —          | —          | 2     | 0    | 45      | 1       |
| «Борегем Вуд»            | 2014–15                 | Південна Конференція     | 39    | 1    | 4        | 0        | —          | —          | 7     | 0    | 50      | 1       |
| «Борегем Вуд»            | 2015–16                 | Національна ліга         | 22    | 0    | 2        | 0        | —          | —          | 0     | 0    | 24      | 0       |
| «Борегем Вуд»            | Усього за «Борегем Вуд» | Усього за «Борегем Вуд»  | 98    | 1    | 12       | 1        | 0          | 0          | 9     | 0    | 119     | 2       |
| «Вілдстоун»              | 2016–17                 | Національна ліга Південь | 32    | 0    | 3        | 0        | —          | —          | 8     | 0    | 43      | 0       |
| «Вілдстоун»              | 2017–18                 | Національна ліга Південь | 12    | 0    | 0        | 0        | —          | —          | 0     | 0    | 12      | 0       |
| «Вілдстоун»              | Усього за «Вілдстоун»   | Усього за «Вілдстоун»    | 44    | 0    | 3        | 0        | 0          | 0          | 8     | 0    | 55      | 0       |
| Загалом у кар'єрі        | Загалом у кар'єрі       | Загалом у кар'єрі        | 223   | 6    | 18       | 1        | 1          | 0          | 24    | 0    | 266     | 7       |

1. ↑  Матчі в Трофеї ФЛ
2. ↑  Матчі в Трофеї ФА
3. ↑  Два матчі в Трофеї ФА та три поєдиник в Головному кубку Міддлесекса
4. ↑  Один матч у Трофеї ФА та один матч у Головному кубку Гертфордширу
5. ↑  Один матч у Трофеї ФА, три поєдинки в Головному кубку Гертфордширу та три матчі у плей-оф Південної Конференції
6. ↑  Два матчі в Головному благодійному кубку Міддлесекса, 5 матчів у Трофеї ФА та один матч у Головному кубку Міддлесекса

### За збірну
Станом на 23 березня 2019
| Національна збірна | Рік     | Матчі | Голм |
| ------------------ | ------- | ----- | ---- |
| Гаяна              | 2015    | 1     | 0    |
| Гаяна              | 2016    | 6     | 0    |
| Гаяна              | 2017    | 3     | 0    |
| Гаяна              | 2018    | 2     | 0    |
| Гаяна              | 2019    | 1     | 0    |
| Загалом            | Загалом | 13    | 0    |